# いつか眠りにつく前に
『いつか眠りにつく前に』（Evening）は、2007年製作のアメリカ・ドイツ合作映画。スーザン・マイノットの小説原作。人生の終わりに直面した老女の若き日の恋愛の回想と、彼女を看病しながら自らの人生を見つめなおす2人の娘たちの姿を描いたドラマ。
メリル・ストリープ演じるライラの若き日の役を実娘であるメイミー・ガマーが、ヴァネッサ・レッドグレイヴ演じるアンの長女役を実娘であるナターシャ・リチャードソンがそれぞれ演じている。また、この映画での共演をきっかけに交際を始めたクレア・デインズとヒュー・ダンシーは、2009年に婚約を発表した。

## キャスト
| 役名                                             | 俳優                       | 日本語吹替 |
| ------------------------------------------------ | -------------------------- | ---------- |
| アン・グラント（24歳のアン（旧姓））             | クレア・デインズ           | 魏涼子     |
| アン・ロード（現在のアン）                       | ヴァネッサ・レッドグレイヴ | 麻生美代子 |
| ライラ・ロス（現在のライラ）                     | メリル・ストリープ         | 池田昌子   |
| ライラ・ウイッテンボーン（24歳のライラ（旧姓）） | メイミー・ガマー           | 本名陽子   |
| バディ・ウィッテンボーン                         | ヒュー・ダンシー           | 神奈延年   |
| ウィッテンボーン夫人                             | グレン・クローズ           | 藤田淑子   |
| ウィッテンボーン氏                               | バリー・ボストウィック     |            |
| コンスタンス                                     | ナターシャ・リチャードソン | 佐々木優子 |
| ニナ                                             | トニ・コレット             | 唐沢潤     |
| ハリス・アーデン                                 | パトリック・ウィルソン     | 森川智之   |
| 夜勤の看護婦                                     | アイリーン・アトキンス     | 沢田敏子   |

- その他の声の吹き替え：内田夕夜／澤田将考／加納千秋／鍋田カホル／堀越省之助／間宮康弘

日本語吹替演出：市来満

## ストーリー
重い病で寝たきりになっているアンを見守る2人の娘たちは、彼女が「ハリス」という知らない男性の名前を何度も口にすることを不思議に思っていた。そんなアンの朦朧とした意識は40数年前、親友の結婚式があったある夏の日へとさかのぼっていた。

## 評価
レビュー・アグリゲーターのRotten Tomatoesでは129件のレビューで支持率は27%、平均点は4.90/10となった。Metacriticでは33件のレビューを基に加重平均値が45/100となった。